# 戴同吉
戴同吉，福建漳州府長泰縣人，明朝政治人物、進士出身。

## 生平
永樂元年（1403年），福建鄉試中舉。永樂二年（1404年）聯捷甲申科進士，改庶吉士，官至浙江布政司参议。